# Fauve d'or
Il Fauve d'or: prix du meilleur album ("Belva d'oro: premio per il miglior album") è un premio assegnato dalla giuria al Festival d'Angoulême per ricompensare un album di fumetti uscito in francese l'anno precedente. Assegnato a partire dal 1976, ha cambiato numerose formule (premio unico, separazione fra opere francesi e straniere, distinzione fra fumetti realistici ed umoristici) e nomi (Miglior opera, Alfred al miglior album, Alph-Art al miglior album, premio al miglior album).
Questo premio suscita frequenti polemiche in quanto viene raramente assegnato ad un album che abbia avuto un successo di pubblico. Gli album premiati sono invece stati spesso segnalati dalla critica.

## Statistiche
Il premio viene spesso assegnato ad autori "ancora in crescita": l'eta media della prima vittoria è di 38 anni.  Nove autori l'hanno ricevuto due volte: José Muñoz e Carlos Sampayo (per la serie Alack Sinner), Hugo Pratt, Alan Moore, Art Spiegelman (per Maus), Miguelanxo Prado, Baru, René Pétillon, Christophe Blain e Riad Sattouf.
Vari autori hanno ricevuto il Grand Prix de la ville d'Angoulême dopo aver ottenuto 
una o più volte il premio per il miglior album: Hugo Pratt (1976, 1987 e 1988), René Pétillon (1977 e 1989), José Muñoz (1978, 1983 e 2007), Cosey (1982 e 2017), François Schuiten (1985 e 2000), Art Spiegelman (1988, 1993 e 2011), Baru (1991, 1996 e 2010), Bill Watterson (1992 e 2014), André Juillard (1995 e 1996), Philippe Dupuy e Charles Berberian (1999 e 2008). Premio per il miglior album francese nel 1994, Fred è l'unico autore ad aver ricevuto questo riconoscimento dopo aver vinto il Gran Premio, che gli era stato assegnato nel 1980.
Solo sei donne hanno vinto il premio: questo riflette la debole presenza femminile nel campo dei fumetti: Annie Goetzinger (1977), Laurence Harlé (1988), Édith (1993), Helena Klakočar (2000), Marjane Satrapi (2005) ed Emil Ferris (2019).
Le nazionalità più premiate sono la Francia (38 vincitori), gli Stati Uniti (11), la Spagna (7), l'Italia (6), il Regno Unito (5),  il Belgio (5), l'Argentina (4). L'Australia, il Canada, la Croazia, il Giappone, i Paesi Bassi e la Svizzera hanno visto vincere ciascuna uno dei propri autori.
Le case editrici più premiate sono Casterman con 17 premi (fra il 1976 ed il 1998), Dargaud con 8 premi (fra il 1978 ed il 2013), Delcourt con 6 premi (fra il 1996 ed il 2017) ed Albin Michel con 5 premi (fra il 1986 ed il 2001).

## Elenco delle opere vincitrici
| Anno | Titolo                                                                             | Autore                | Nazione     | Editore                        | Nome del premio                         |  |
| ---- | ---------------------------------------------------------------------------------- | --------------------- | ----------- | ------------------------------ | --------------------------------------- |  |
| 1976 | Le vagabond des limbes n° 2: L'Empire des soleils noirs                            | Julio Ribera          | Spagna      | Hachette                       | Miglior opera realista francese         |  |
| 1976 | Le vagabond des limbes n° 2: L'Empire des soleils noirs                            | Christian Godard      | Francia     | Hachette                       | Miglior opera realista francese         |  |
| 1976 | Gai-Luron, n° 2: Gai-Luron en écrase méchamment                                    | Gotlib                | Francia     | AUDIE                          | Miglior opera comica francese           |  |
| 1976 | Corto Maltese, n° 1: La ballata del mare salato                                    | Hugo Pratt            | Italia      | Casterman                      | Miglior opera realista straniera        |  |
| 1976 | Redeye                                                                             | Gordon Bess           | Stati Uniti | Le Lombard                     | Miglior opera comica straniera          |  |
| 1977 | Légende et réalité de Casque d'or                                                  | Annie Goetzinger      | Francia     | Glénat                         | Miglior opera realista francese         |  |
| 1977 | Le Baron noir                                                                      | Yves Got              | Francia     | Yves Got éditions              | Miglior opera comica francese           |  |
| 1977 | Le Baron noir                                                                      | René Pétillon         | Francia     | Yves Got éditions              | Miglior opera comica francese           |  |
| 1977 | Indianenreeks, n° 1: De Meesters van de donder                                     | Hans Kresse           | Paesi Bassi | Casterman                      | Miglior opera realista straniera        |  |
| 1977 | Andy Capp, n° 2: Andy Capp Spring Tonic                                            | Reg Smythe            | Regno Unito | Sagédition                     | Miglior opera comica straniera          |  |
| 1978 | Alix n° 13: Lo spettro di Cartagine                                                | Jacques Martin        | Francia     | Casterman                      | Miglior opera realista francese         |  |
| 1978 | Le Génie des alpages, n° 3: Barre-toi de mon herbe                                 | F'murr                | Francia     | Dargaud                        | Miglior opera comica francese           |  |
| 1978 | Alack Sinner                                                                       | José Muñoz            | Argentina   | Éditions du Square             | Miglior opera realista straniera        |  |
| 1978 | Alack Sinner                                                                       | Carlos Sampayo        | Argentina   | Éditions du Square             | Miglior opera realista straniera        |  |
| 1978 | Bill e Bull n° 14: Ras le Bill !                                                   | Jean Roba             | Belgio      | Dupuis                         | Miglior opera comica straniera          |  |
| 1981 | Paracuellos                                                                        | Carlos Giménez        | Spagna      | AUDIE                          | Alfred per il miglior album             |  |
| 1981 | Silence                                                                            | Comès                 | Belgio      | Casterman                      | Alfred per il miglior album             |  |
| 1982 | Jonathan, n° 7: Kate                                                               | Cosey                 | Svizzera    | Le Lombard                     | Alfred per il miglior album             |  |
| 1983 | Alack Sinner, n° 2: Flic ou privé                                                  | José Muñoz            | Argentina   | Casterman                      | Alfred per il miglior album             |  |
| 1983 | Alack Sinner, n° 2: Flic ou privé                                                  | Carlos Sampayo        | Argentina   | Casterman                      | Alfred per il miglior album             |  |
| 1984 | Marcel Labrume, n° 2: À la recherche du temps perdu (così come me l'ha raccontata) | Attilio Micheluzzi    | Italia      | Les Humanoïdes Associés        | Alfred per il miglior album             |  |
| 1985 | Le città oscure n° 2: La Fièvre d'Urbicande                                        | François Schuiten     | Belgio      | Casterman                      | Alfred per il miglior album             |  |
| 1985 | Le città oscure n° 2: La Fièvre d'Urbicande                                        | Benoît Peeters        | Francia     | Casterman                      | Alfred per il miglior album             |  |
| 1986 | La Femme du magicien                                                               | François Boucq        | Francia     | Casterman                      | Alfred per il miglior album francese    |  |
| 1986 | La Femme du magicien                                                               | Jerome Charyn         | Stati Uniti | Casterman                      | Alfred per il miglior album francese    |  |
| 1986 | Torpedo, n° 4: Chaud devant !                                                      | Jordi Bernet          | Spagna      | Albin Michel                   | Alfred per il miglior album straniero   |  |
| 1986 | Torpedo, n° 4: Chaud devant !                                                      | Enrique Sánchez Abulí | Spagna      | Albin Michel                   | Alfred per il miglior album straniero   |  |
| 1987 | Vic Valence, n° 1: Une nuit chez Tennessee                                         | Jean-Pierre Autheman  | Francia     | Dargaud                        | Alfred per il miglior album francese    |  |
| 1987 | Tutto ricominciò con un'estate indiana                                             | Milo Manara           | Italia      | Casterman                      | Alfred per il miglior album straniero   |  |
| 1987 | Tutto ricominciò con un'estate indiana                                             | Hugo Pratt            | Italia      | Casterman                      | Alfred per il miglior album straniero   |  |
| 1988 | Jonathan Cartland, n° 8: I sopravvissuti delle ombre                               | Michel Blanc-Dumont   | Francia     | Dargaud                        | Alph-Art per il miglior album francese  |  |
| 1988 | Jonathan Cartland, n° 8: I sopravvissuti delle ombre                               | Laurence Harlé        | Francia     | Dargaud                        | Alph-Art per il miglior album francese  |  |
| 1988 | Maus, n° 1: Mon père saigne l'histoire                                             | Art Spiegelman        | Stati Uniti | Flammarion                     | Alph-Art per il miglior album straniero |  |
| 1989 | Théodore Poussin, n° 3: Marie Vérité                                               | Frank Le Gall         | Francia     | Dupuis                         | Alph-Art per il miglior album francese  |  |
| 1989 | Gens de France                                                                     | Jean Teulé            | Francia     | Casterman                      | Alph-Art per il miglior album francese  |  |
| 1989 | Watchmen                                                                           | Dave Gibbons          | Regno Unito | Zenda                          | Alph-Art per il miglior album straniero |  |
| 1989 | Watchmen                                                                           | Alan Moore            | Regno Unito | Zenda                          | Alph-Art per il miglior album straniero |  |
| 1990 | Gazoline et la Planète rouge                                                       | Jano                  | Francia     | Albin Michel                   | Alph-Art per il miglior album francese  |  |
| 1990 | V for Vendetta                                                                     | David Lloyd           | Regno Unito | Zenda                          | Alph-Art per il miglior album straniero |  |
| 1990 | V for Vendetta                                                                     | Alan Moore            | Regno Unito | Zenda                          | Alph-Art per il miglior album straniero |  |
| 1991 | Le Chemin de l'Amérique                                                            | Baru                  | Francia     | Albin Michel                   | Alph-Art per il miglior album francese  |  |
| 1991 | Le Chemin de l'Amérique                                                            | Jean-Marc Thévenet    | Francia     | Albin Michel                   | Alph-Art per il miglior album francese  |  |
| 1991 | Manuel Montano                                                                     | Miguelanxo Prado      | Spagna      | Casterman                      | Alph-Art per il miglior album straniero |  |
| 1991 | Manuel Montano                                                                     | Fernando Luna         | Spagna      | Casterman                      | Alph-Art per il miglior album straniero |  |
| 1992 | Couma acó                                                                          | Edmond Baudoin        | Francia     | Futuropolis                    | Alph-Art per il miglior album francese  |  |
| 1992 | Calvin & Hobbes, n° 2: Il progresso tecnologico fa "boink"                         | Bill Watterson        | Stati Uniti | Hors Collection                | Alph-Art per il miglior album straniero |  |
| 1993 | Basil et Victoria, n°2: Jack                                                       | Édith                 | Francia     | Les Humanoïdes associés        | Alph-Art per il miglior album francese  |  |
| 1993 | Basil et Victoria, n°2: Jack                                                       | Yann                  | Francia     | Les Humanoïdes associés        | Alph-Art per il miglior album francese  |  |
| 1993 | Maus, n° 2: Et c'est là que mes ennuis ont commencé                                | Art Spiegelman        | Stati Uniti | Flammarion                     | Alph-Art per il miglior album straniero |  |
| 1994 | L'Histoire du corbac aux baskets                                                   | Fred                  | Francia     | Dargaud                        | Alph-Art per il miglior album francese  |  |
| 1994 | Trait de craie                                                                     | Miguelanxo Prado      | Spagna      | Casterman                      | Alph-Art per il miglior album straniero |  |
| 1995 | Le Cahier bleu                                                                     | André Juillard        | Francia     | Casterman                      | Alph-Art per il miglior album francese  |  |
| 1995 | Jonas Fink, n° 1: L'infanzia                                                       | Vittorio Giardino     | Italia      | Casterman                      | Alph-Art per il miglior album straniero |  |
| 1996 | L'Autoroute du soleil                                                              | Baru                  | Francia     | Casterman                      | Alph-Art per il miglior album francese  |  |
| 1996 | Bone, n° 1: Out from Boneville                                                     | Jeff Smith            | Stati Uniti | Delcourt                       | Alph-Art per il miglior album straniero |  |
| 1997 | Qui a tué l'idiot ?                                                                | Nicolas Dumontheuil   | Francia     | Casterman                      | Alph-Art per il miglior album francese  |  |
| 1997 | El silencio de Malka                                                               | Rubén Pellejero       | Spagna      | Casterman                      | Alph-Art per il miglior album straniero |  |
| 1997 | El silencio de Malka                                                               | Jorge Zentner         | Argentina   | Casterman                      | Alph-Art per il miglior album straniero |  |
| 1998 | Léon la came, n° 2: Laid, pauvre et malade                                         | Nicolas de Crécy      | Francia     | Casterman                      | Alph-Art per il miglior album francese  |  |
| 1998 | Léon la came, n° 2: Laid, pauvre et malade                                         | Sylvain Chomet        | Francia     | Casterman                      | Alph-Art per il miglior album francese  |  |
| 1998 | Fax da Sarajevo                                                                    | Joe Kubert            | Stati Uniti | Vertige Graphic                | Alph-Art per il miglior album straniero |  |
| 1999 | Monsieur Jean n° 4: Vivons heureux sans en avoir l'air                             | Philippe Dupuy        | Francia     | Les Humanoïdes associés        | Alph-Art per il miglior album francese  |  |
| 1999 | Monsieur Jean n° 4: Vivons heureux sans en avoir l'air                             | Charles Berberian     | Francia     | Les Humanoïdes associés        | Alph-Art per il miglior album francese  |  |
| 1999 | Cages                                                                              | Dave McKean           | Regno Unito | Delcourt                       | Alph-Art per il miglior album straniero |  |
| 2000 | Ibicus, n° 2: Livre 2                                                              | Pascal Rabaté         | Francia     | Vents d'Ouest                  | Alph-Art per il miglior album francese  |  |
| 2000 | Passage en douce                                                                   | Helena Klakočar       | Croazia     | Fréon                          | Alph-Art per il miglior album straniero |  |
| 2001 | Jack Palmer, n° 12: L'Enquête corse                                                | René Pétillon         | Francia     | Albin Michel                   | Alph-Art per il miglior album francese  |  |
| 2001 | El patito saubōn                                                                   | Carlos Nine           | Argentina   | Albin Michel                   | Alph-Art per il miglior album straniero |  |
| 2002 | Isaac le pirate, n° 1: Les Amériques                                               | Christophe Blain      | Francia     | Dargaud                        | Alph-Art per il miglior album           |  |
| 2003 | Jimmy Corrigan, il ragazzo più in gamba sulla terra                                | Chris Ware            | Stati Uniti | Delcourt                       | Alph-Art per il miglior album           |  |
| 2004 | Le Combat ordinaire, n° 1: Le Combat ordinaire                                     | Manu Larcenet         | Francia     | Dargaud                        | Premio per il miglior album             |  |
| 2005 | Pollo alle prugne                                                                  | Marjane Satrapi       | Francia     | L'Association                  | Premio per il miglior album             |  |
| 2006 | Appunti per una storia di guerra                                                   | Gipi                  | Italia      | Actes Sud                      | Premio per il miglior album             |  |
| 2007 | Nonnonbā                                                                           | Shigeru Mizuki        | Giappone    | Cornélius                      | Premio per il miglior album             |  |
| 2008 | The arrival                                                                        | Shaun Tan             | Australia   | Dargaud                        | Fauve d'or: premio per il miglior album |  |
| 2009 | Pinocchio                                                                          | Winshluss             | Francia     | Les Requins Marteaux           | Fauve d'or: premio per il miglior album |  |
| 2010 | Pascal Brutal, n° 3: Plus fort que les plus forts                                  | Riad Sattouf          | Francia     | AUDIE                          | Fauve d'or: premio per il miglior album |  |
| 2011 | Cinquemila chilometri al secondo                                                   | Manuele Fior          | Italia      | Atrabile                       | Fauve d'or: premio per il miglior album |  |
| 2012 | Cronache di Gerusalemme                                                            | Guy Delisle           | Canada      | Delcourt                       | Fauve d'or: premio per il miglior album |  |
| 2013 | Quai d'Orsay n° 2                                                                  | Christophe Blain      | Francia     | Dargaud                        | Fauve d'or: premio per il miglior album |  |
| 2013 | Quai d'Orsay n° 2                                                                  | Abel Lanzac           | Francia     | Dargaud                        | Fauve d'or: premio per il miglior album |  |
| 2014 | Come Prima                                                                         | Alfred                | Francia     | Delcourt                       | Fauve d'or: premio per il miglior album |  |
| 2015 | L'Arabe du futur, n° 1                                                             | Riad Sattouf          | Francia     | Allary Éditions                | Fauve d'or: premio per il miglior album |  |
| 2016 | One shot                                                                           | Richard McGuire       | Stati Uniti | Gallimard                      | Fauve d'or: premio per il miglior album |  |
| 2017 | Paysage après la bataille                                                          | Éric Lambé            | Belgio      | Frémok e Actes Sud             | Fauve d'or: premio per il miglior album |  |
| 2017 | Paysage après la bataille                                                          | Philippe de Pierpont  | Belgio      | Frémok e Actes Sud             | Fauve d'or: premio per il miglior album |  |
| 2018 | La Saga de Grimr                                                                   | Jérémie Moreau        | Francia     | Delcourt                       | Fauve d'or: premio per il miglior album |  |
| 2019 | My favorite thing is monsters                                                      | Emil Ferris           | Stati Uniti | Monsieur Toussaint Louverture  | Fauve d'or: premio per il miglior album |  |
| 2020 | Révolution, n° 1: Liberté                                                          | Florent Grouazel      | Francia     | Actes Sud / Éditions de l'An 2 | Fauve d'or: premio per il miglior album |  |
| 2020 | Révolution, n° 1: Liberté                                                          | Younn Locard          | Francia     | Actes Sud / Éditions de l'An 2 | Fauve d'or: premio per il miglior album |  |
| 2021 | The hunting accident                                                               | Landis Blair          | Stati Uniti | Sonatine                       | Fauve d'or: premio per il miglior album |  |
| 2021 | The hunting accident                                                               | David L. Carlson      | Stati Uniti | Sonatine                       | Fauve d'or: premio per il miglior album |  |
| 2022 | Écoute, Jolie Márcia                                                               | Marcello Quintanilha  | Brasile     | Editions ça et là              | Fauve d'or: premio per il miglior album |  |
| 2023 | Il colore delle cose                                                               | Martin Panchaud       | Svizzera    | Editions ça et là              | Fauve d'or: premio per il miglior album |  |
| 2024 | Monica                                                                             | Daniel Clowes         | Regno Unito | Delcourt                       | Fauve d'or: premio per il miglior album |  |
| 2025 | Deux filles nues                                                                   | Luz                   | Francia     | Albin Michel                   | Fauve d'or: premio per il miglior album |  |